# ريان بينغهام
ريان بينغهام (بالإنجليزية: Ryan Bingham) (و. 1981 – م) هو مغن، وكاتب غنائي من الولايات المتحدة الأمريكية . ولد في هوبز، نيومكسيكو .

## روابط خارجية
- ريان بينغهام على موقع IMDb (الإنجليزية)
- ريان بينغهام على موقع ميتاكريتيك (الإنجليزية)
- ريان بينغهام على موقع الموسوعة البريطانية (الإنجليزية)
- ريان بينغهام على موقع روتن توميتوز (الإنجليزية)
- ريان بينغهام على موقع ألو سيني (الفرنسية)
- ريان بينغهام على موقع ميوزك برينز (الإنجليزية)
- ريان بينغهام على موقع تيرنر كلاسيك موفيز (الإنجليزية)
- ريان بينغهام على موقع أول موفي (الإنجليزية)
- ريان بينغهام على موقع قاعدة بيانات الأفلام السويدية (السويدية)
- ريان بينغهام على موقع ديسكوغز (الإنجليزية)